# ابزار ویژه مالی
ابزار مالی ویژه (که به‌طور مخفف  
یا SPEیا  SPV نیز خوانده می‌شود) یک ساختار قانونی (معمولاً یک شرکت محدود یا گاهی یک مشارکت محدود) ایجاد شده برای تحقق یک مسیر باریک خاص یا موقت است. ابزارهای ویژه مالی عموماً توسط شرکت‌ها برای ایزوله کردن این شرکت‌ها از ریسک مالی مورد استفاده قرار می‌گیرند. طبق یک تعریف رسمی «ابزار ویژه مالی سازمانی محافظت شده‌است که اهداف از پیش تعریف شده محدود و یک شخصیت حقوقی دارد».

## کاربردها
برخی از دلایل ایجاد ابزار مالی ویژه عبارتند از:
- امن کردن مبادلات: معمولاً برای امن کردن وام‌ها.[۲]
- امور مالی
- مشارکت ریسک
- برای حفظ محرمانه بودن مالکیت معنوی
- به دلایل قانونی: ممکن است برای دور زدن محدودیت‌های قانونی از آن استفاده شود.
- سرمایه‌گذاری ملک

## سوء استفاده
ابزار ویژه مالی یکی از ابزارهای اصلی استفاده شده توسط مدیران در انرون به منظور پنهان کردن خسارات و جعل درآمد بود که منجر به رسوایی مالی انرون در سال ۲۰۰۱ شد.